# Şotavar
Şotavar är en ort i Azerbajdzjan.   Den ligger i distriktet Qax Rayonu, i den nordvästra delen av landet, 290 km väster om huvudstaden Baku. Şotavar ligger 200 meter över havet och antalet invånare är 1 008.
Terrängen runt Şotavar är platt. Närmaste större samhälle är Aliabad, 12,3 km nordväst om Şotavar.
Trakten runt Şotavar består till största delen av jordbruksmark. Runt Şotavar är det ganska glesbefolkat, med 35 invånare per kvadratkilometer.